# Карл Мартел Анжуйски
Карл Мартел Анжуйски (на френски: Charles Martel d'Anjou, Шарл Мартел д'Анжу; на италиански: Carlo Martello d'Angiò; на унгарски: Anjou Martell Károly, 8 септември 1271 – 12 август 1295) е титулуван крал на Унгария (1291 – 1295).

## Живот
Той е най-големият син на краля на Неапол Карл II Анжуйски и унгарската принцеса Мария Арпад. По майчина линия е внук на унгарския крал Ищван V (1246 – 1272), което му осигурява известни права върху унгарския престол. Така през 1291 г. той е един от основните претенденти за властта в Унгария, след като вуйчо му, унгарския крал Ласло IV (1276 – 1290) умира без да остави мъжки наследници на престола.
През 1290 г. папа Николай IV признава правото на 18-годишния Карл Мартел върху унгарската корона, а на следващата 1291 дори го коронова за крал на Унгария. Въпреки това Карл Мартел така и не успява да се наложи в самата Унгария, където унгарските аристократи избират за крал братовчед му Андраш III. Карл Мартел успява единствено да затвърди властта си над някои райони в Хърватия, която по това време се намира в персонална уния с Унгария.
Карл Мартел умира от чума в Неапол на 12 август 1295 г. Въпреки че Карл Мартел не успява да се наложи на унгарския престол, няколко години след смъртта му неговият най-голям син Карл, става крал на Унгария.

## Отношения с Данте
Карл Мартел е личен познат на Данте Алигиери, който го увековечава в своята Божествена комедия, където Данте среща духа на Карл Мартел в третата сфера (небе), песен 8 на „Рай“.

## Семейство
На 8 януари 1281 г. Карл Мартел се жени за Клеменция Хабсбургска, дъщеря на свещения римски император Рудолф I. Двамата имат три деца:
- Карл Роберт (1288 – 1342), крал на Унгария
- Беатрикс (1290 – 1354)
- Клеманс Унгарска (1293 – 1328), омъжена за френския крал Луи X